# Максдорф (Пфальц)
Максдорф (нем. Maxdorf) — община в Германии, в земле Рейнланд-Пфальц.
Входит в состав района Рейн-Пфальц. Подчиняется управлению Максдорф. Население составляет 7009 человек (на 31 декабря 2010 года). Занимает площадь 7,35 км².

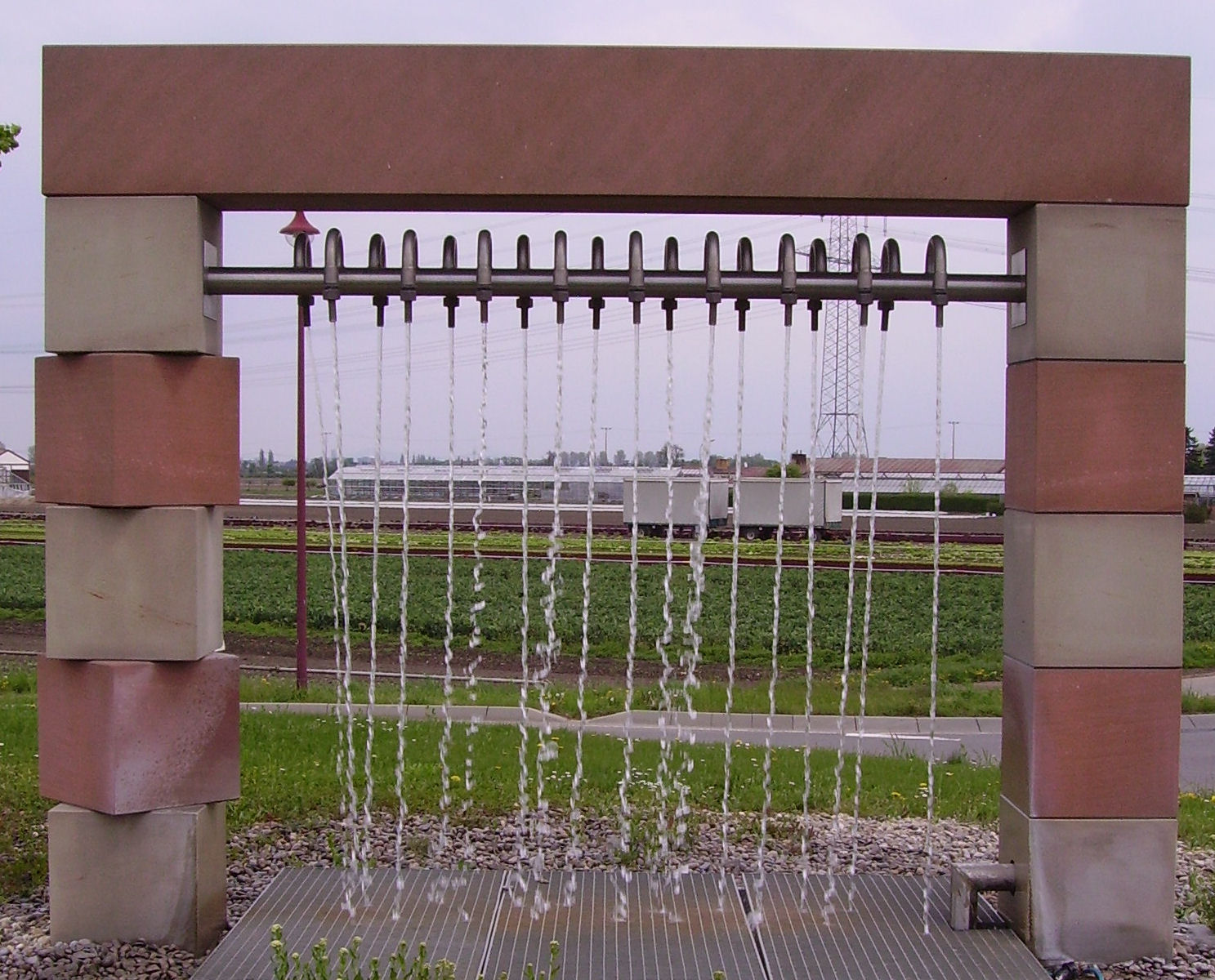
Максдорф (Пфальц)